# シーチング
シーチング (sheeting) は、布地の織り方の一種。その多くは綿で、白地の未晒の平織りで上質のものは経緯ともに双糸で織る。リネン製のものもある。
織り方でなく、生地自体を指す場合もある。
元々シーツや枕カバーなどの消耗品の寝具に使用されていた。洋裁においては、仮縫いなどのテスト用に使用される。